# Подшур
Подшур — деревня в Кезском районе Удмуртской республики.

## География
Находится в северо-восточной части Удмуртии на расстоянии приблизительно 10 км на северо-восток по прямой от районного центра поселка Кез.

## История
Была известна с 1873 года как починок Верх-Костымской (Подшур) с 7 дворами. В 1905 году учтено было 26 дворов, в 1920 (уже деревня Подшур) — 34 (все удмуртские), в 1924 — 34. До 2021 года входила в состав Юскинского сельского поселения.

## Население
Постоянное население составляло 76 человек (1873), 254 (1905), 303 (1924), 4 человека в 2002 году (удмурты 100 %), 0 в 2012.